# Batrachorhina rodriguezi
Batrachorhina rodriguezi är en skalbaggsart som beskrevs av Stefan von Breuning 1948. Batrachorhina rodriguezi ingår i släktet Batrachorhina och familjen långhorningar. Inga underarter finns listade.